# Міно довгохвостий
Міно довгохвостий (Mino kreffti) — вид горобцеподібних птахів родини шпакових (Sturnidae).

## Назва
Вид названо на честь австралійського зоолога та палеонтолога Джерарда Креффта (1830-1881).

## Поширення
Вид поширений на архіпелазі Бісмарка та Соломонових островах.

## Опис
Це один з найбільших представників родини шпакових. Його довжина становить 29–32 см. У нього переважно чорне оперення з пурпуровим блиском. Карункул навколо ока помаранчево-жовтий, а міцний дзьоб темно-жовтий. Підчерев’я жовте, а біля основи махових пір’їн крил є біла смужка, яка добре помітна під час польоту. Його круп і криючі хвоста, як верхні, так і нижні, білі, а решта хвоста чорна.

## Спосіб життя
Деревний птах, який зазвичай трапляється поодинці або парами. Харчується переважно фруктами. Це помітний і галасливий вид, який видає різноманітні свистки та кричання. Гніздиться в дуплах дерев, часто в пальмах. Яйця світло-блакитного кольору з тонкими червонуватими або сірими плямами.